# José O'Callaghan
José O'Callaghan (Tortosa, 7 ottobre 1922 – Barcellona, 15 dicembre 2001) è stato un gesuita, archeologo, papirologo e biblista spagnolo.
Sostenuto dal professor Carsten Peter Thiede (anch'egli papirologo e studioso del Nuovo Testamento), ha proposto l'ipotesi secondo la quale 7Q5, uno dei frammenti di papiro ritrovati nelle grotte di Qumran (i cosiddetti manoscritti del Mar Morto), contenga parte dei versetti 52 e 53 del sesto capitolo del Vangelo secondo Marco.

## Biografia
Nato a Tortosa, Spagna, nel 1922, è entrato nella Compagnia di Gesù il 29 ottobre 1940. Fu ordinato sacerdote il 31 maggio del 1952.
Dottore in filosofia presso l'Università di Madrid, laureato in filologia classica presso l'università di Milano, O'Callaghan ha insegnato in prestigiosi centri di studio europei. È stato professore emerito del Pontificio Istituto Biblico di Roma, dove ha insegnato Papirologia, Paleografia Greca e Critica Testuale, decano della Facoltà Biblica e direttore del Seminario di Papirologia dell'istituto di Teologia Fondamentale di S. Cugat del Vallès, a Barcellona.
O' Callaghan è scomparso il 15 dicembre 2001.

## I manoscritti di Qumran

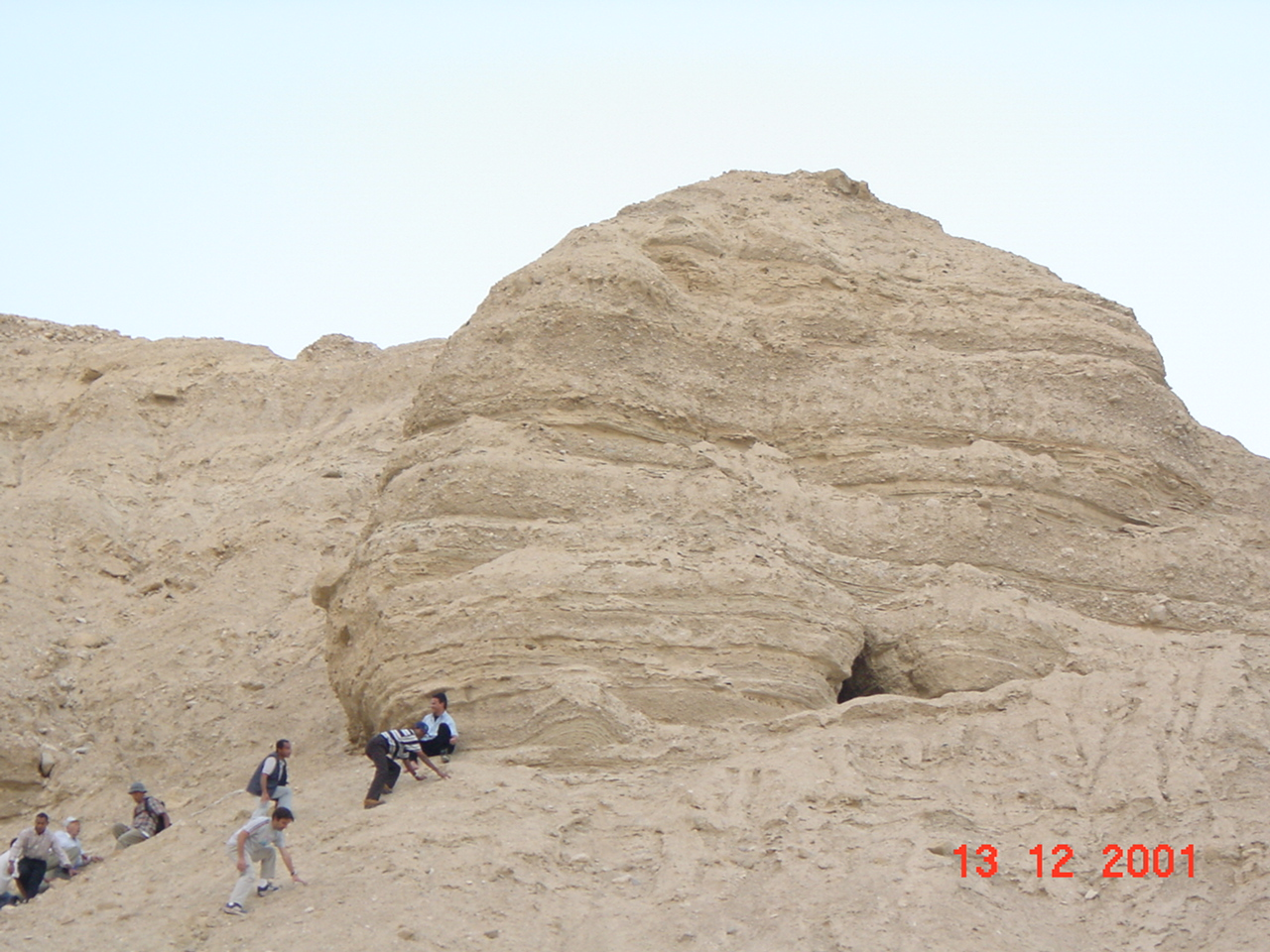
La grotta 7 di Qumran, dove è stato trovato il frammento 7Q5.

Appassionato dall'investigazione papirologica, O'Callaghan si dedicò allo studio della grotta 7 di Qumran, una delle undici grotte, nei pressi del Mar Morto, in Israele, individuate tra il 1947 e il 1956. In esse furono rinvenuti una vasta serie di manoscritti antichi, probabilmente i testi della biblioteca della comunità di Qumran, una sorta di monastero in cui, secondo l'opinione degli studiosi, una parte della comunità degli Esseni conduceva una vita dedicata al lavoro e alla preghiera. Gli abitanti di Qumran appartenevano ad uno dei principali gruppi religiosi in cui si divideva il giudaismo prima della distruzione del tempio di Gerusalemme, nel 70 d.C. La scoperta dei Manoscritti del Mar Morto rappresenta un fatto di grande rilevanza per la comprensione della Sacra Scrittura e dell'ambiente storico nel quale si è sviluppata la Chiesa delle origini.

### L'intuizione di O'Callaghan
Mentre cercava di determinare di quale libro dell'Antico Testamento facesse parte il frammento 7Q5, O'Callaghan restò colpito dalla combinazione di lettere greche “ννησ” ("NNES"), che apparivano chiaramente leggibili nella quarta riga del papiro. Inizialmente gli studiosi avevano pensato alla parola “ἐγέννησε[ν]”, ovvero “generò”: non c'era però sintonia con le altre lettere del papiro, e soprattutto non c'era affinità con nessuno dei testi biblici. Ciò acuì la curiosità di O'Callaghan, che cercò tutte le parole greche che contengono al suo interno la sequenza di lettere “ννησ”, fino ad arrivare al nome del lago di Galilea: Gennesaret. Nell'Antico Testamento esiste una sola occorrenza di questa parola: nel primo libro dei Maccabei (1 Maccabei 11,67), ma nessuna delle lettere del 7Q5 coincideva con quel passo. O'Callaghan provò allora, tra lo scetticismo generale, ad adattarlo con il Nuovo Testamento, e il papiro sembrò adattarsi al Vangelo secondo Marco 6:52-53.

#### Il dibattito

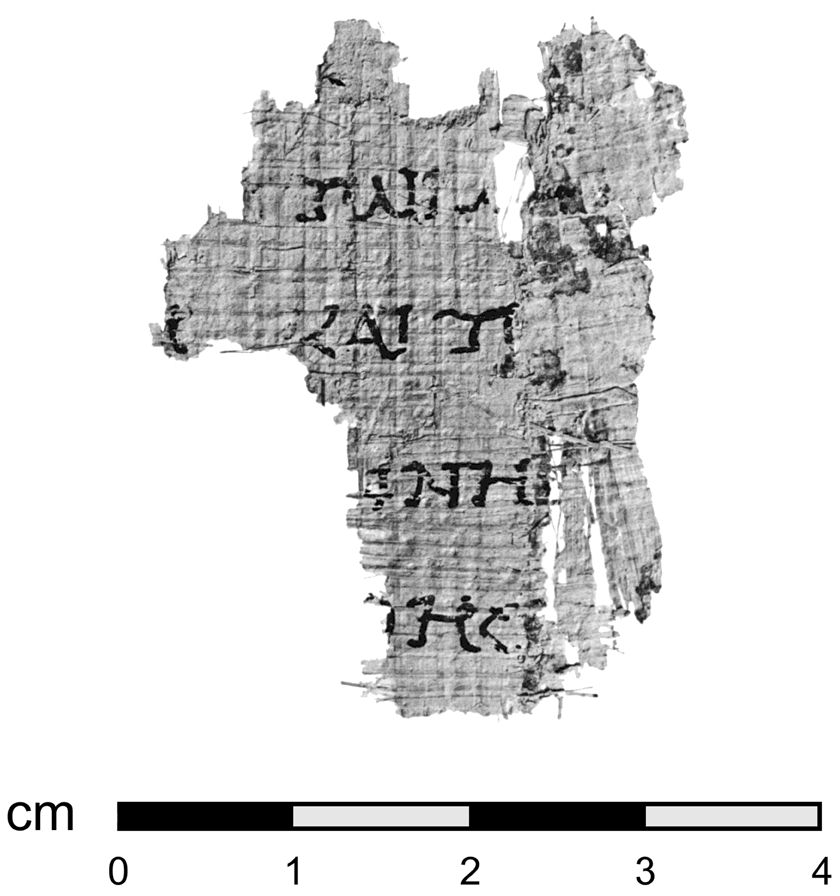
Il frammento 7Q5

O'Callaghan pubblicò quindi, nel 1972, un articolo, in cui spiegava i risultati del suo lavoro., dando inizio ad un intenso dibattito internazionale.
Secondo O'Callaghan "l'apporto dell'identificazione di 7Q5 sta nell'esserci avvicinati al Gesù storico, che questa identificazione permette: [...] se adesso siamo in possesso di un papiro dell'anno 50 d.C., e del Vangelo di Marco, - come dice molto bene la esimia papirologa Orsolina Montevecchi, che è datato circa vent'anni dopo la morte di Cristo -, significa che abbiamo stabilito il contatto, mediante la testimonianza di un papiro, con il Cristo storico".
L'ipotesi di O'Callaghan subì parecchie contestazioni: "Mi attaccavano fortemente", commentò il gesuita in una sua intervista, "più che di argomenti scientifici, si trattava di attacchi personali di grande risonanza internazionale. Io vedevo, sulla base degli argomenti che la scienza papirologica consente, che non toccavano il nocciolo della questione. Erano attacchi di scarso contenuto papirologico. Allora cominciai a rispondere attenendomi rigorosamente agli argomenti e non alle persone, finché non mi stancai di ribattere. Pensavo che perdevo tempo ed energia in un dibattito che, basato su questi termini, non valeva la pena di continuare. In seguito la querelle si smorzò perché non ricevetti risposta ai miei articoli chiarificatori".

#### Ipotesi alternative
In realtà ci furono tentativi di riconoscere il 7Q5 con altri passi biblici, come quello della professoressa Maria Victoria Spottorno (Zaccaria), ma senza approdare a una conclusione soddisfacente.

#### Le tre principali obiezioni contro O'Callaghan
| Vangelo secondo Marco, 6,52-54 | Il frammento 7Q5 |
| [ου γαρ] [συνηκαν] ε[πι τοις αρτοις], [αλλ ην α]υτων η[ καρδια πεπωρω-] [μεν]η. και δι[απερασαντες] [ηλθον εις γε]ννησ[αρετ και] [προσωρμισ]θησα[ν. και εξελ-] [θοντων αυτων εκ του πλοιου ευθυς] [επιγνοντες αυτον.] | Il frammento 7Q5 |
| Traduzione CEI | Il frammento 7Q5 |
| perché non avevano compreso il fatto dei pani: il loro cuore era indurito. Compiuta la traversata fino a terra, giunsero a Gennèsaret e approdarono. Scesi dalla barca, la gente subito lo riconobbe;                 | Il frammento 7Q5 |

I papiri sono scritti da scribi professionisti che facevano uso di calligrafie molto regolari, e la larghezza del foglio determina in modo preciso il numero di lettere per ogni riga. Nel caso del papiro 7Q5 si sono calcolate circa 21 lettere per linea.

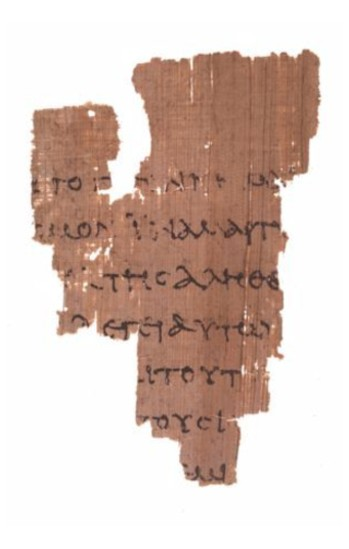
^{52}, verso (parte posteriore)

Da qui la prima delle tre grandi obiezioni contro l'identificazione di O'Callaghan: non ci sarebbe infatti lo spazio, nel papiro ritrovato, per contenere tre parole greche, epì tén gén, cioè “sulla terra”, contenute in Marco 6,53. Molti studiosi hanno fatto ricorso a questa argomentazione per screditare le tesi di O'Callaghan. Questo indizio, secondo altri autori, porterebbe invece un'ulteriore conferma della storicità dei vangeli: le parole επί την γην ("epì tén gén") sono presenti nei papiri ritrovati dei nostri vangeli, editi a partire da manoscritti del II, III e IV secolo, perché la guerra giudaica distrusse Gerusalemme e, tra le altre città, anche Gennesaret, i cui resti sono stati recentemente scoperti dagli archeologi. Prima della distruzione del 70 le tre parole greche, assenti nel papiro di Qumran, sarebbero state pleonastiche, visto che Gennesaret era ad una giornata di viaggio da Cafarnao. In sostanza in un papiro precedente il 70 non dovremmo stupirci della mancanza di queste tre parole greche, ma anzi dovremmo aspettarcelo.. I sostenitori di O'Callaghan hanno però avanzato altre opinioni in merito, tra le quali quella dell'omissione di questa parte di testo perché non necessaria per spiegare il concetto. Una tesi alla quale si oppose, tra gli altri, il cardinale Carlo Maria Martini, così motivata però da O'Callaghan: “Omissioni analoghe a επί την γην sono casi conosciuti ed accettati. Lo stesso C.H. Roberts, quando pubblico il celebre papiro 52, quello del vangelo di Giovanni, realizzò l'identificazione omettendo alcune lettere. Nel testo originario di Giovanni, 18:37,38, c'è una ripetizione, che dice: ‘Io per questo (eis touto) sono nato e per questo (eis touto) sono venuto al mondo'. La seconda occorrenza di ‘eis touto', che è la lettura ordinaria del testo oggi conservato, per ragione sticometriche fu omessa dallo stesso Roberts, guidato dalla verticalità delle lettere del testo nel margine destro del papiro, considerando il suo testo come una variante più breve. Nonostante ciò è nota l'accoglienza entusiasta e la generale accettazione del papiro 52 datato al 125”.
Naturalmente l'omissione non deve pregiudicare il significato del testo, e in effetti, nel caso di “επί την γην”, queste parole sono ridondanti. O'Callaghan cita anche un altro caso, quello del papiro 45 che corrisponde a Marco 5:21, dove sono omesse le parole “eis tò peràn”, ovvero “all'altra riva” rispetto al testo noto oggi. La traduzione letterale del passo è la seguente: “E passato in una barca di nuovo all'altra riva, si radunò una folla grande attorno a lui, ed egli stava presso il mare”. Ebbene nel papiro 45 mancano le parole “eis tò peràn”, le parole “su una barca” (“en tòi ploioi”), e la parola “di nuovo” (“pàlin”), quindi il testo è il seguente: “E passato, si radunò una folla grande attorno a lui, ed egli stava presso il mare”. Si noti che l'omissione di “eis tò peràn” è legata al verbo passare (“dieperasen”), lo stesso verbo del contestato papiro 7Q5. Il papiro 45 è datato tra il 150 e il 250. Claude Boismard si oppose a questa analisi ricordando che l'omissione in Marco 6:53-54 non è  presente in nessun papiro e ricordando che quel passo ha un parallelo sinottico in Matteo 9,1, e anche qui i papiri trovati mostrano l'esistenza di “επί την γην” senza omissioni.
La seconda obiezione contro O'Callaghan è nella prima riga dopo il kaì. Ci aspetteremmo il verbo δίαπερασαντες ("diaperàsantes", avendo compiuto la traversata), ma invece della δ (delta) iniziale si trova una τ (tau) greca. La risposta a questa obiezione ci viene da Gerusalemme: quando Erode il Grande ricostruì il tempio fece piazzare, sul secondo muro, un'iscrizione che proibiva l'entrata ai non giudei, pena la morte. L'iscrizione è menzionata da Giuseppe Flavio nella sua opera Antichità giudaiche. Due copie letterali di questa pietra sono state trovate dagli archeologi e si trovano una a Istanbul e una al Museo Rockefeller di New York. Alla linea 1 la parola greca “Medena” (“nessuno”) è scritta “Methena”, e alla linea 3, al posto di “dryphakton” (“balaustra”) è scritto “tryphakton”. Quest'ultima parola si adatta perfettamente al caso di Qumran e smonta la seconda obiezione contro O'Callaghan.
Ultima obiezione, alla riga 2, secondo gli studiosi, dovrebbe esserci αυτων ("autòn", “loro”, nella frase “ma il loro cuore era indurito”), tuttavia si fatica a distinguere l'ultima lettera. I contestatori di O'Callaghan dicono sia una iota (ί) e non una ni (ν), quindi la parola sarebbe αυτωί ("autòi" a lui) e non αυτων ("autòn" loro). E qui gli studiosi si dividono anche sulla visione al microscopio, tra chi dice trattarsi di una ν semicancellata e chi parla di una iota. O' Callaghan, in una recente intervista prima della sua prematura scomparsa, affermo: “Si tirava in ballo questo finché, al Dipartimento di Investigazione e Scienza Forense della Polizia Nazionale di Israele, e con gli apparati della tecnologia moderna, concretamente con lo stereomicroscopio, videro che nel tratto verticale a cui ci riferiamo, nella parte superiore, discendeva parte del tratto obliquo discendente corrispondente ad una «N»”.

## Opere
- Studia Papirologica. Revista española de Papirologia, Luogo di edizione: Barcellona (rivista fondata da  O'Callaghan nel 1961)
- José O'Callaghan, "¿Papirios neotestamentarios en la cueva 7 de Qumran?", Biblica 53 (1972), Roma. pp. 91-100.
- Las tres categorías estéticas de la cultura clásica, Madrid, 1960, 288 pp.
- Cartas cristianas griegas del siglo V, Barcelon, 1963, 251 pp.
- Notas sobre 7Q tomadas en el "Rockefeller Museum" de Jerusalén. Biblica, 1972. Roma. pp. 517–536